# چزاره بورجا

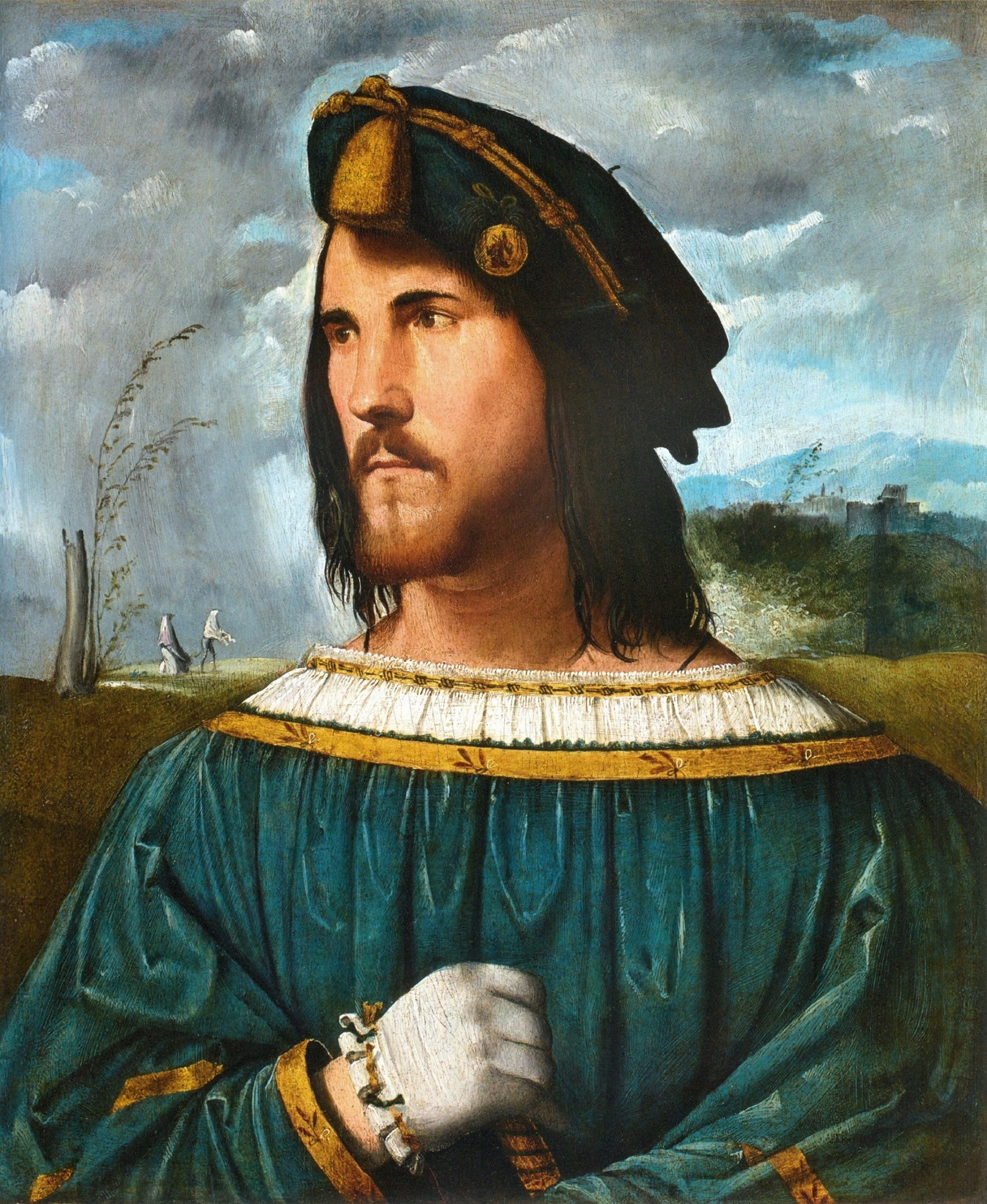
چزاره بورجاا

چزاره بورجا (به ایتالیایی: Cesare Borgia) و (به اسپانیایی: Cesár Borja) (زاده ۱۳ سپتامبر ۱۴۷۵ یا آوریل ۱۴۷۶–۱۲ مارس ۱۵۰۷) دوک والنتینویس، کاندوتیری ایتالیا، نجیب‌زاده خاندان بورجیا و سیاستمدار ایتالیایی در دوران رنسانس بود. او فرزند نامشروع الکساندر ششم (رودریگو بورجا)، پاپ اسپانیایی کلیسای کاتولیک بود. او همچنین برادر لوکرتسیا بورجا، جووانی بورجیا، دوک گاندیا و شاهزاده اسکوئیلاچه، و گوفردو بورجا بود. او برای مدتی فرمانده نیروهای دریایی ایالات پاپی بود و در ژوئیه ۱۵۰۱ با کمال رئیس، دریاسالار نیروی دریایی عثمانی درگیر شد.

## زندگی شخصی
زادروز چزاره بورجا، همانند دیگر جنبه‌های زندگی وی دارای ابهام است؛ اما در هر صورت او از تبار اسپانیایی است. او در یکی از دو تاریخ ۱۳ سپتامبر ۱۴۷۵ یا آوریل ۱۴۷۶ در رم ایتالیا زاده شد. پدر او کاردینال رودریگو بورجا بود که در آینده به مقام پاپ کلیسای کاتولیک می‌رسد و مادر او وانوتزا دی کاتانی بود. تبار خاندان بورجا، اسپانیایی و متعلق به پادشاهی والنسیا بوده‌است. او یکی از الهام دهندگان اصلی نیکولو ماکیاولی در نگارش و خلق کتاب شهریار بود.
او بعد از تعیین پدرش به مقام پاپی، به مقام کاردینالی رسید. بعد از کشته شدن برادرش در سال ۱۴۹۸ او اولین کسی بود که از مقام کاردینالی استعفا داد. پدرش او را در ایالات پاپی به مقامی بالاتر از شاهزاده منصوب کرد. اما بعد از مرگ پدرش از گرفتن قدرت ناتوان ماند.